# Monte Biéga
Il monte Biéga è un rilievo montuoso di origine vulcanica che, con i suoi 2.790 m di altezza, costituisce una delle vette principali, insieme al Monte Kahuzi, della catena montuosa dei Monti Mitumba, nella Repubblica Democratica del Congo.
Parte del suo territorio ricade all'interno del Parco nazionale di Kahuzi-Biega.